# Anthony Havelock-Allan
Sir Anthony James Allan Havelock-Allan, 4. Baronet (* 28. Februar 1905 in Darlington, County Durham; † 11. Januar 2003 in London) war einer der bedeutendsten britischen Filmproduzenten.
Havelock-Allan war der dritte Sohn des Allan Havelock-Allan (1874–1949) aus dessen Ehe mit Anne Julia Chaytor (1872–1953). Väterlicherseits war er ein Enkel des Lieutenant-General Sir Henry Havelock-Allan, 1. Baronet, sowie mütterlicherseits Enkel des Sir William Chaytor, 3. Baronet. Havelock-Allan versuchte sich in unterschiedlichsten Berufen, bevor er Mitte der 1930er-Jahre mit der britischen Filmindustrie in Berührung kam und als Produzent tätig wurde. Er gründete Anfang der 1940er-Jahre seine eigene Gesellschaft Cineguild.
Havelock-Allan wurde vor allem als Produzent einiger von David Lean inszenierter Filme bekannt. Die erste Zusammenarbeit markierte der Kriegsfilm In Which We Serve (1942). Bei den David Lean-Filmen Begegnung (1945) (nach dem Theaterstück von Noël Coward) und Geheimnisvolle Erbschaft (1946) (nach einem Roman von Charles Dickens) war er auch am Drehbuch beteiligt und wurde dafür jeweils für einen Oscar nominiert. Weitere bedeutende Filme Havelock-Allans waren die Shakespeare-Verfilmungen Othello (1965) mit Laurence Olivier und Franco Zeffirellis Romeo und Julia, für den er eine Oscar-Nominierung als Produzent in der Kategorie Bester Film erhielt. Zuletzt produzierte er David Leans Alterswerk Ryans Tochter (1970).
In den 1960er-Jahren versuchte Havelock-Allan mit seiner Gesellschaft British Home Entertainment als einer der Ersten, das Bezahlfernsehen zu etablieren, scheiterte jedoch damit.
Anthony Havelock-Allan war von 1939 bis zur Scheidung 1952 mit der Schauspielerin Valerie Hobson (1917–1998) verheiratet. Aus der Ehe gingen zwei Söhne hervor, Simon Anthony Henry Havelock-Allan (1944–1991) und Anthony Mark David Havelock-Allan (* 1951). 1975 erbte er von seinem kinderlosen Bruder Sir Henry Ralph Moreton Havelock-Allan, 3. Baronet (1899–1975), dessen Adelstitel als 4. Baronet, of Lucknow. Von 1979 bis zu seinem Tod 2003 war er in zweiter Ehe mit der Diplomatentochter Maria Theresa Consuela de Villafranca († 2017) verheiratet. Sein Adelstitel fiel bei seinem Tod an seinen jüngeren Sohn als 5. Baronet.

## Filmografie (Auswahl)
- 1935: The Village Squire
- 1935: Gentlemen’s Agreement
- 1938: This Man Is News
- 1940: The Lambeth Walk
- 1942: Unpublished Story
- 1942: In Which We Serve
- 1944: Wunderbare Zeiten (This Happy Breed)
- 1944: Geisterkomödie (Blithe Spirit)
- 1945: Begegnung (Brief Encounter)
- 1946: Geheimnisvolle Erbschaft (Great Expectations)
- 1947: Das rettende Lied (Take My Life)
- 1947: Unruhiges Blut (Blanche Fury)
- 1948: Die Stimme des Gewissens (The Small Voice)
- 1948: Oliver Twist
- 1949: Das Ende einer Reise (The Interrupted Journey)
- 1950: Shadow of the Eagle
- 1951: The Small Miracle
- 1952: Meet Me Tonight
- 1954: The Young Lovers
- 1958: Der lautlose Krieg (Orders to Kill)
- 1962: Der Todeskandidat (The Quare Fellow)
- 1965: Othello
- 1967: The Mikado
- 1968: Knotenpunkt London (Up the Junction)
- 1968: Romeo und Julia (Romeo and Juliet)
- 1970: Ryans Tochter (Ryan’s Daughter)